# Álex Escudero
Alejandro Escudero Carrasco, más conocido como Álex Escudero, (nacido el 18 de agosto de 1974 en Madrid, Comunidad de Madrid)  es un exjugador de baloncesto español. Con 1.94 de estatura, su puesto natural en la cancha era el de escolta.Como jugador cabe destacar sus grandes cualidades físicas y un gran tiro exterior.
Es el jugador de la historia del Club Baloncesto Estudiantes más joven en debutar en la primera división ACB de la liga española.
Después de su retirada como jugador profesional de baloncesto, se formó como preparador físico, fisioterapeuta y osteópata.
Actualmente (2021), es CEO de LeMax Wellnness Club desde el año 2012.

## Trayectoria
- Estudiantes. Categorías inferiores.
- 1991-92 Estudiantes Junior.
- 1991-95 CB Estudiantes.
- 1995-97 CB Breogán.
- 1997-98 CB Estudiantes.
- 1998-99 Termal Imola. Juega dos partidos.
- 1998-99 CB Murcia
- 1999-00 Gijón Baloncesto.
- 2000-02 CB Villa Los Barrios.
- 2002-03 Miscasa Villalba. Juega ocho partidos.
- 2002-03 Bàsquet Manresa.
- 2002-03 CB Rosalía de Castro.
- 2003-04 Óbila CB.